# Caza en el arte
La caza ha sido un tema artístico muy tratado a lo largo de la historia del arte; bien sea por el prestigio que la condición de buen cazador proporciona al comitente, o bien excusado por la representación de un tema que lo exija (como los vinculados a la diosa Diana o la leyenda de San Huberto).
Desde el arte prehistórico, la caza se ha representado en pintura y escultura. La función en este caso pudo ser apotropaica, o sea, propiciar la propia actividad cinegética.
Mientras que el arte franco-cantábrico (Paleolítico superior) representa a los animales aislados, en el arte levantino (arte esquemático ibérico o arte rupestre del extremo sur de la península ibérica, de cronología posterior) se representan escenas, con aparición de figuras humanas que, en algún caso inequívocamente, participan en escenas de caza.

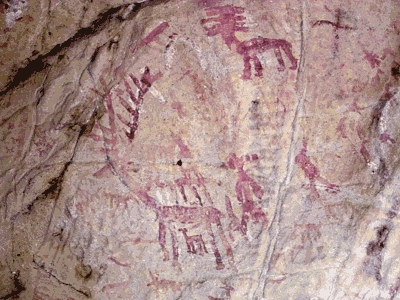
Cueva del Tajo de las Figuras.
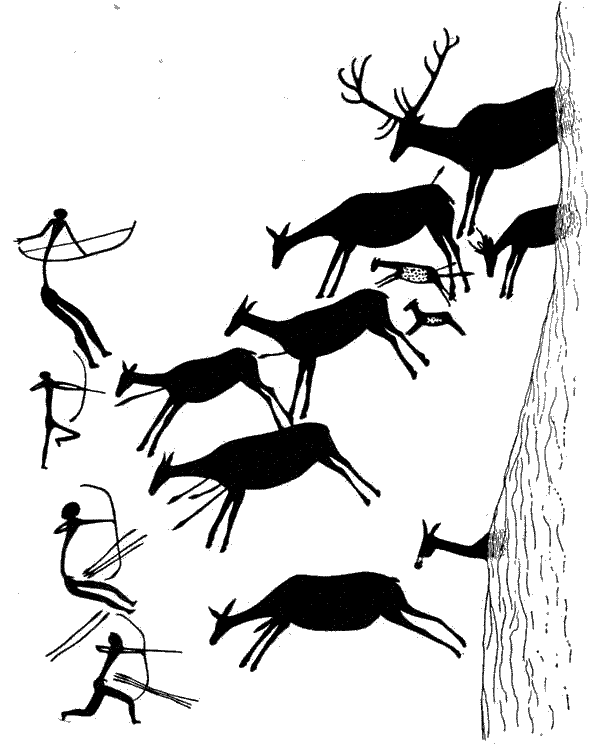
Cueva de los Caballos.

La pintura egipcia y los relieves asirios están entre los más destacados ejemplos de la representación de la caza en el arte de la Edad Antigua, también presentes en época grecorromana en cerámica, mosaicos y sarcófagos.

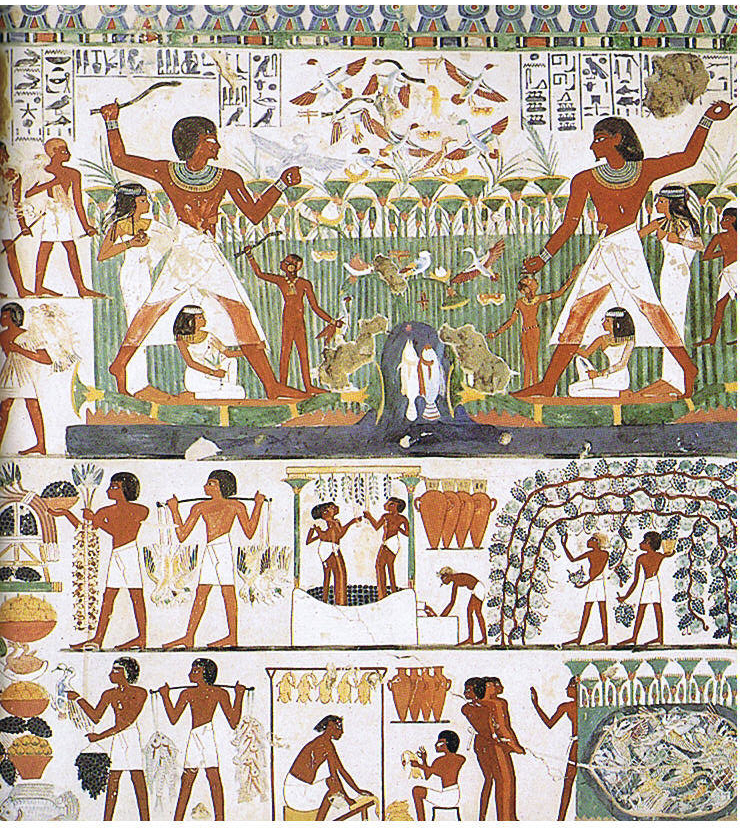
Tumba de Nakht.
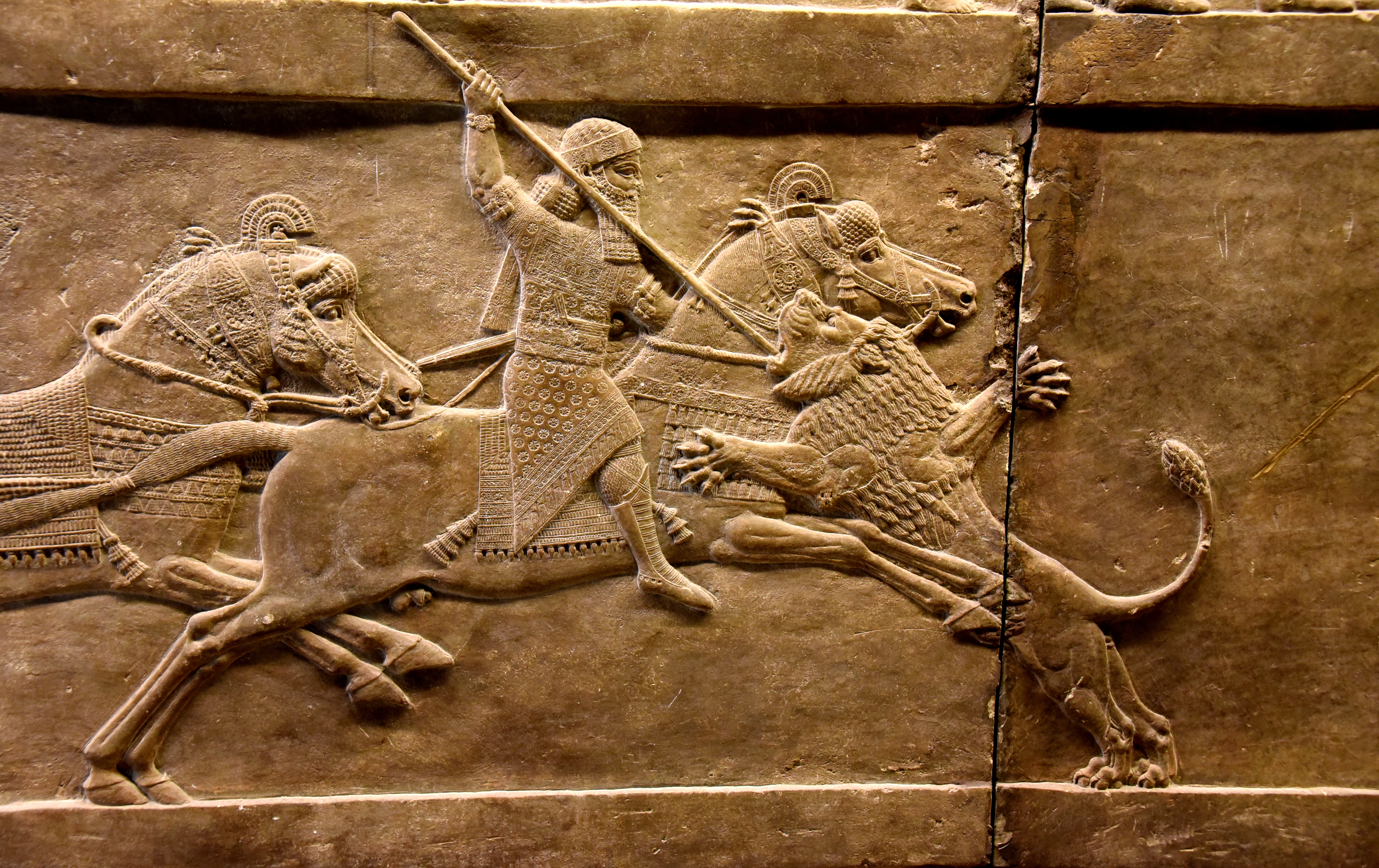
La caza del león de Asurbanipal, ca. 645-635 a. C.
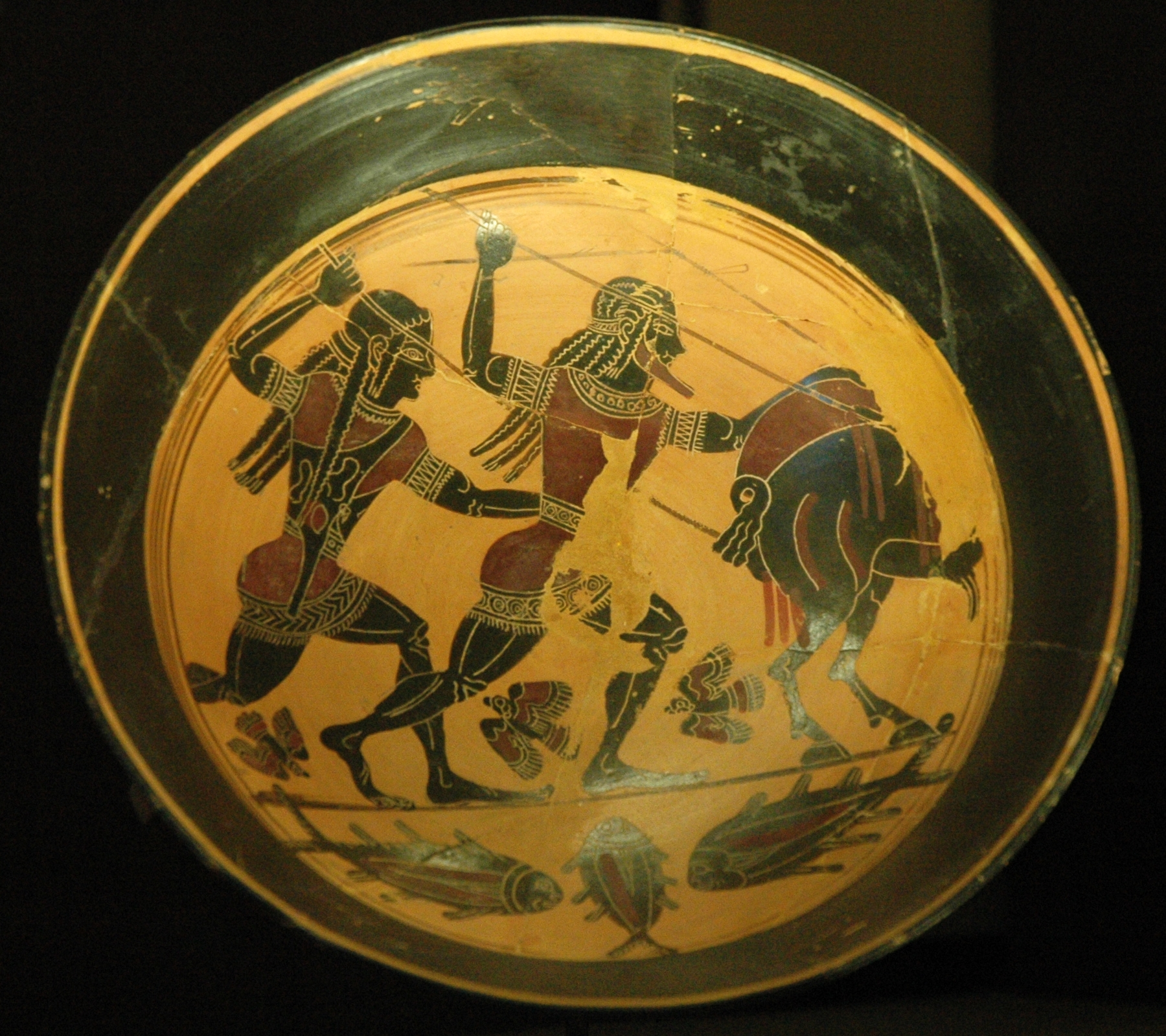
La caza del jabalí de Calidón, del llamado Pintor de la caza.
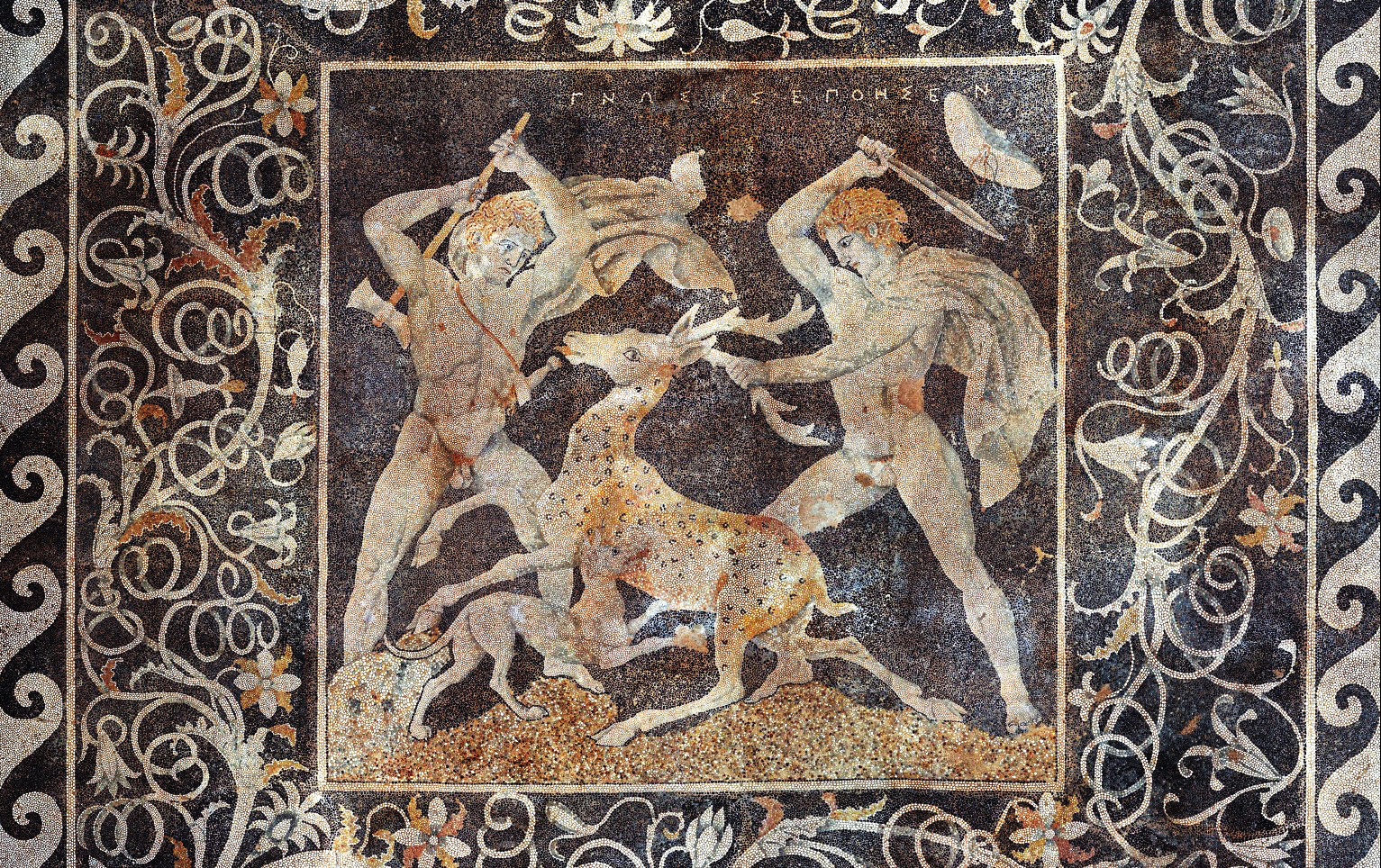
Mosaico de la caza del ciervo, firmado por Gnosis, procedente de la Casa del Rapto de Helena (Pella). Finales del siglo IV a. C. La figura de la derecha podría ser un retrato de Alejandro.
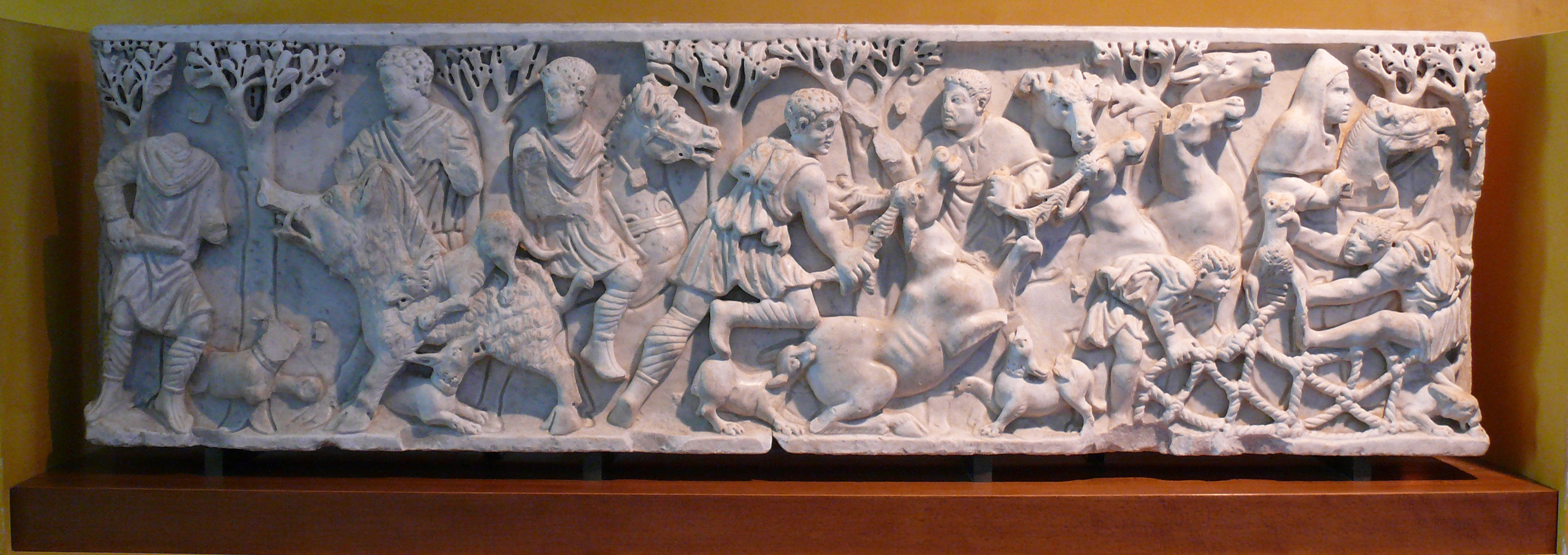
Sarcófago romano procedente de Alyscamps. Siglo III.

En el arte medieval son destacables los frescos románicos de San Baudelio de Berlanga (provincia de Soria, España) o las ilustraciones del Libro de la caza de Gastón Febus.

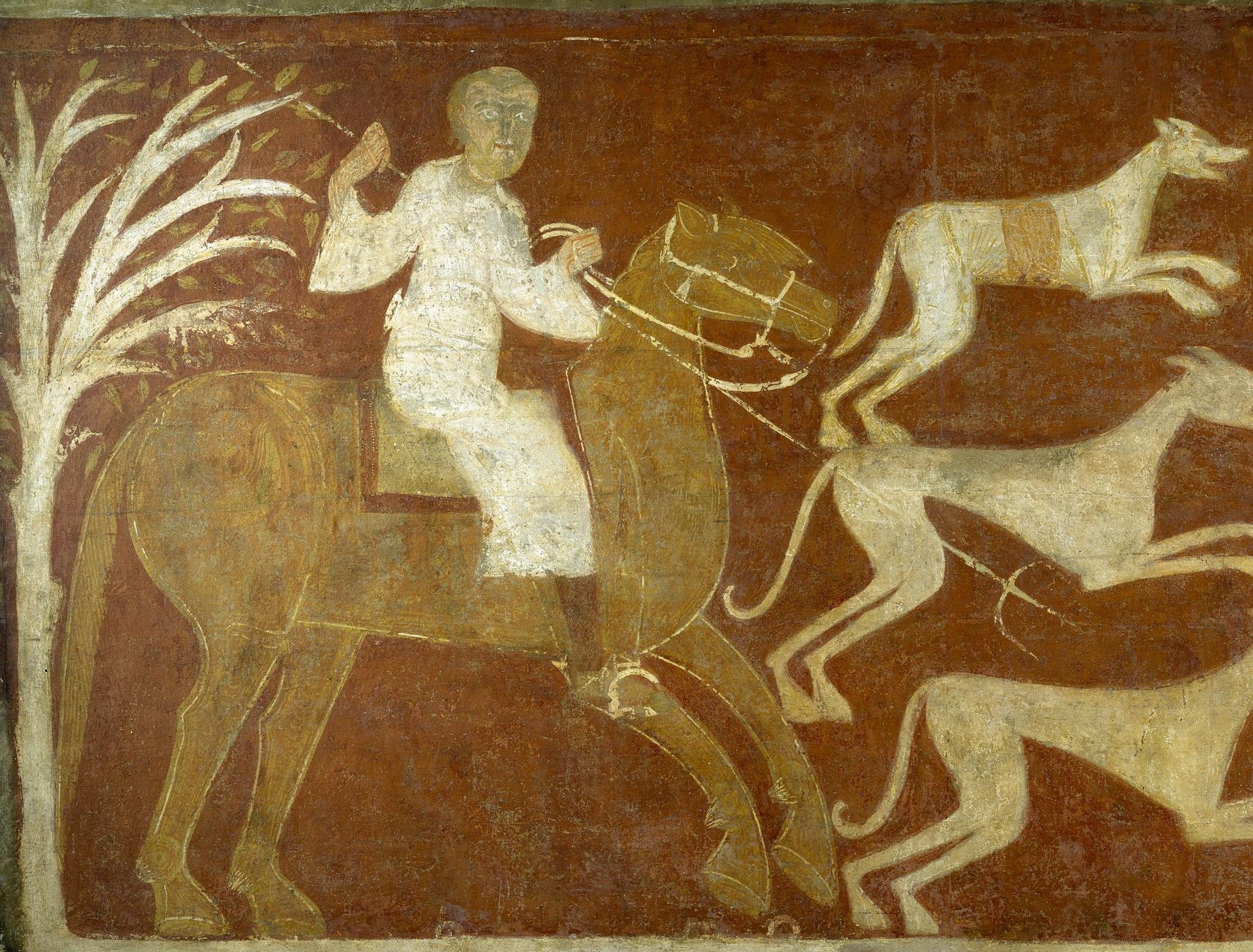
Frescos de San Baudelio de Berlanga, siglo XI.
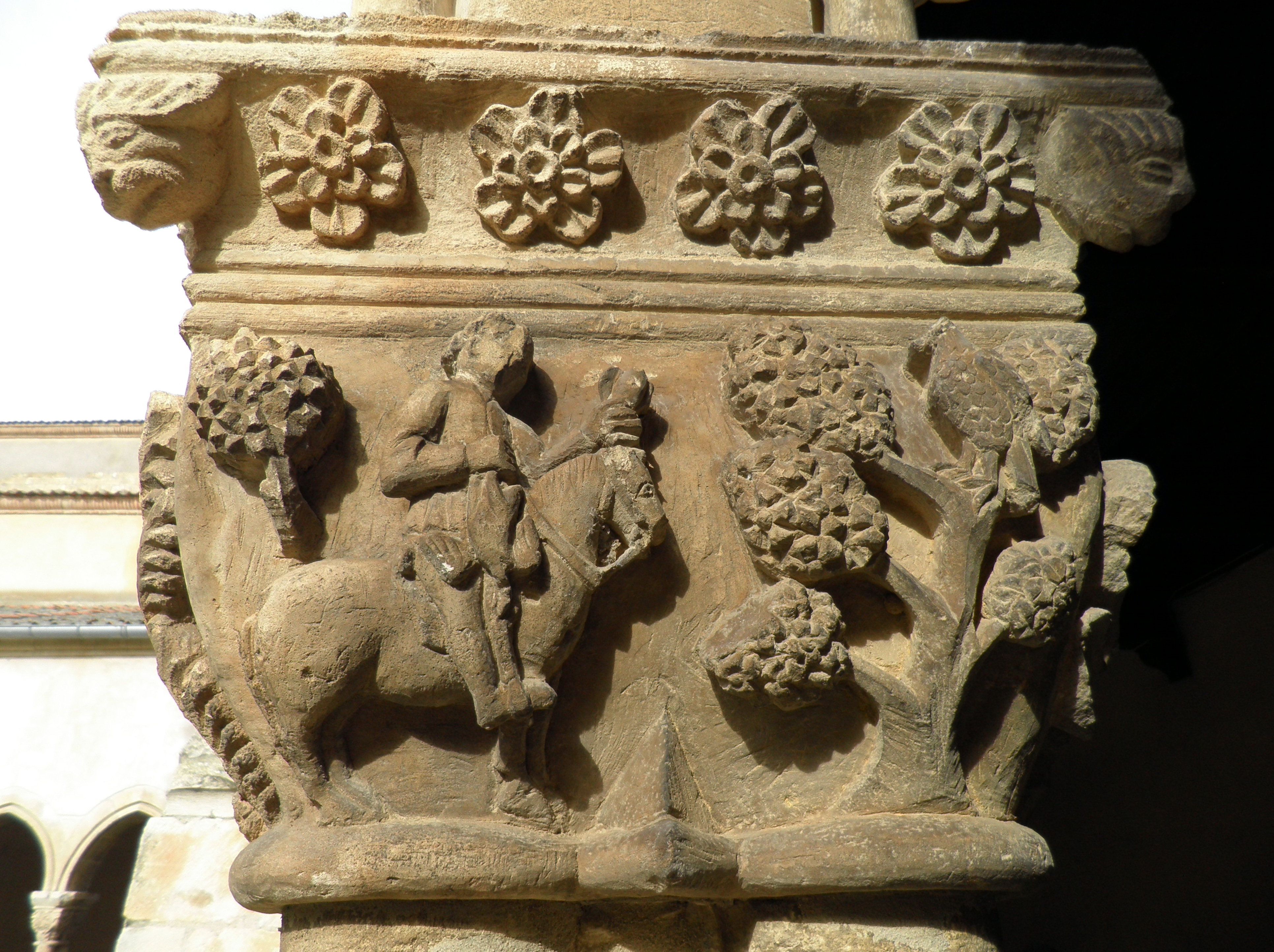
Escena de cetrería en un capitel historiado de Santa María la Real de Nieva.
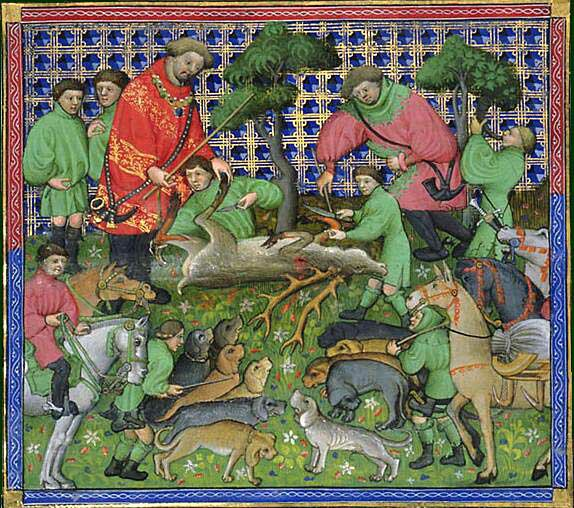
Ilustración para Le Livre de chasse, finales del siglo XIV.

En el arte de la Edad Moderna, desde el Renacimiento se produjeron obras italianas, alemanas, etc. que tratan el tema de la caza desde el género del paisaje. Ya en el Barroco, Rubens realizó un encargo de cuatro pinturas de caza para Maximiliano I de Baviera hacia 1615, con temas exóticos (La caza del hipopótamo, Caza de tigre y león) y más propios de la caza europea (Caza del lobo y del zorro). Frans Snyders y Paul de Vos continuaron la tradición en la escuela flamenca con escenas de caza sin presencia humana.
En el género del retrato, algunas obras representan la afición cinegética de los retratados, notablemente en la escuela española del Barroco (Velázquez y Murillo, que fueron tomados como modelo posteriormente por Goya).

Caza en el bosque, de Paolo Ucello, 1470.
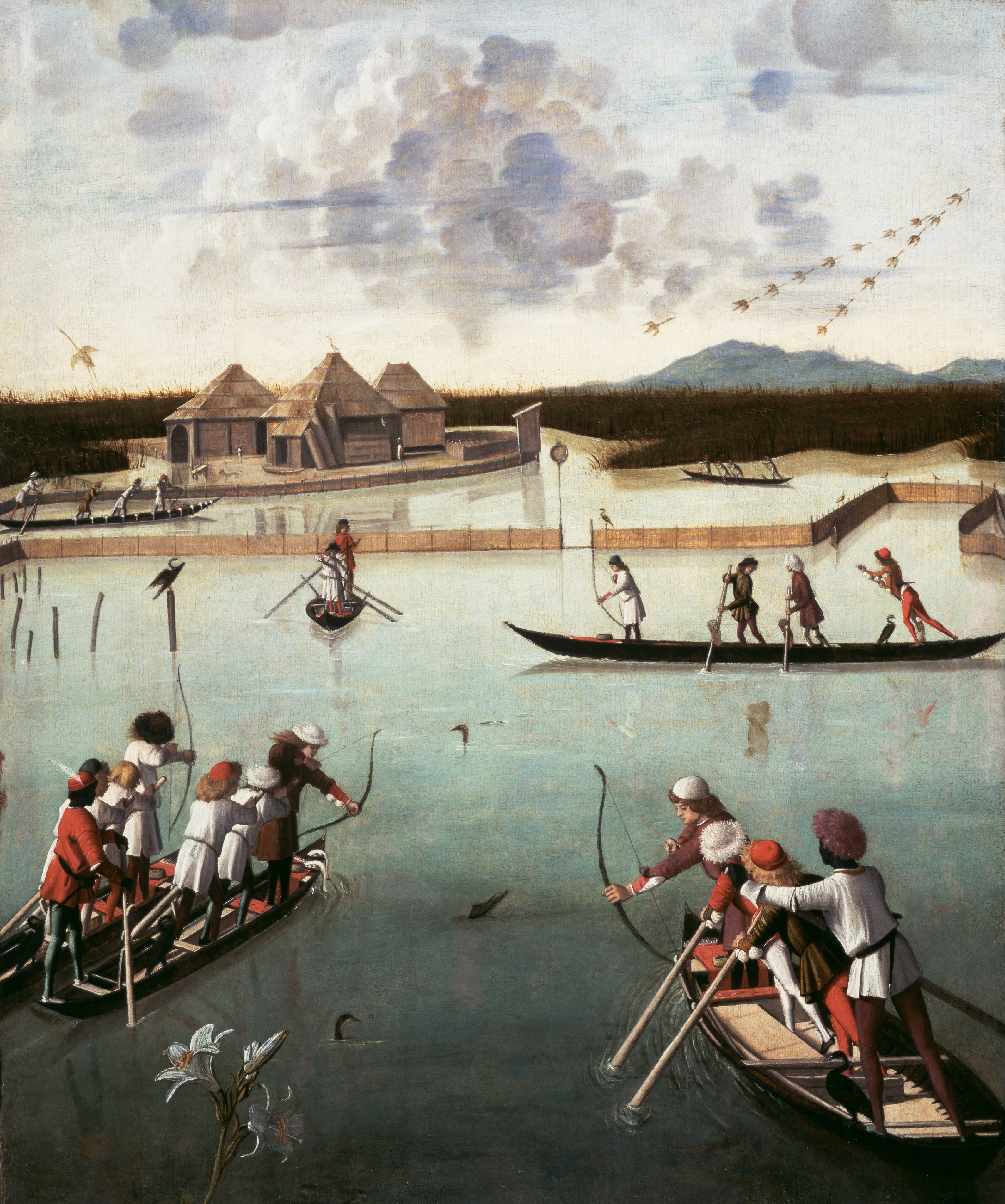
Cazando en la laguna, de Vittore Carpaccio, 1490-1495.
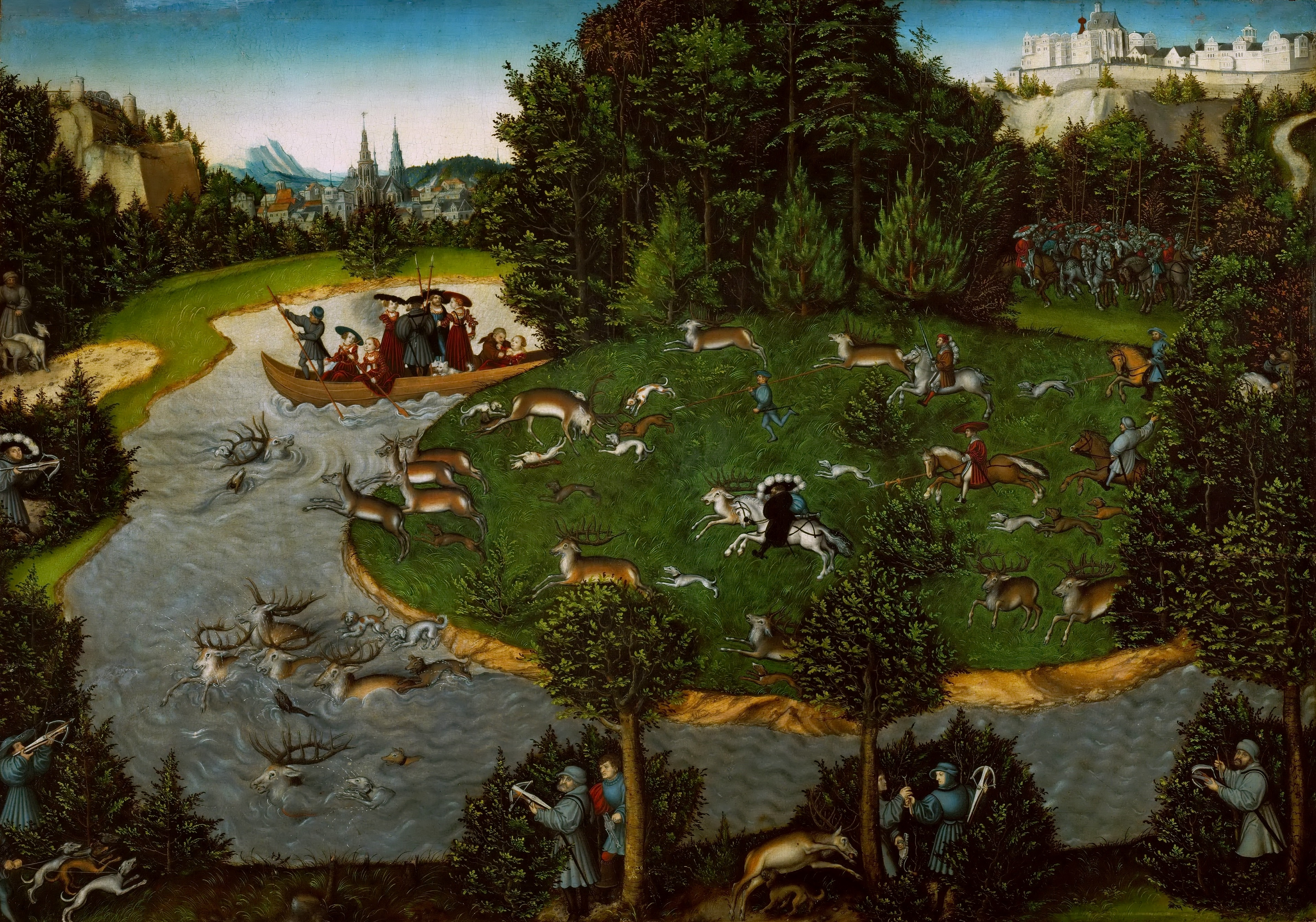
Cacería en honor del elector Federico el Sabio, de Lucas Cranach el Viejo, 1529.
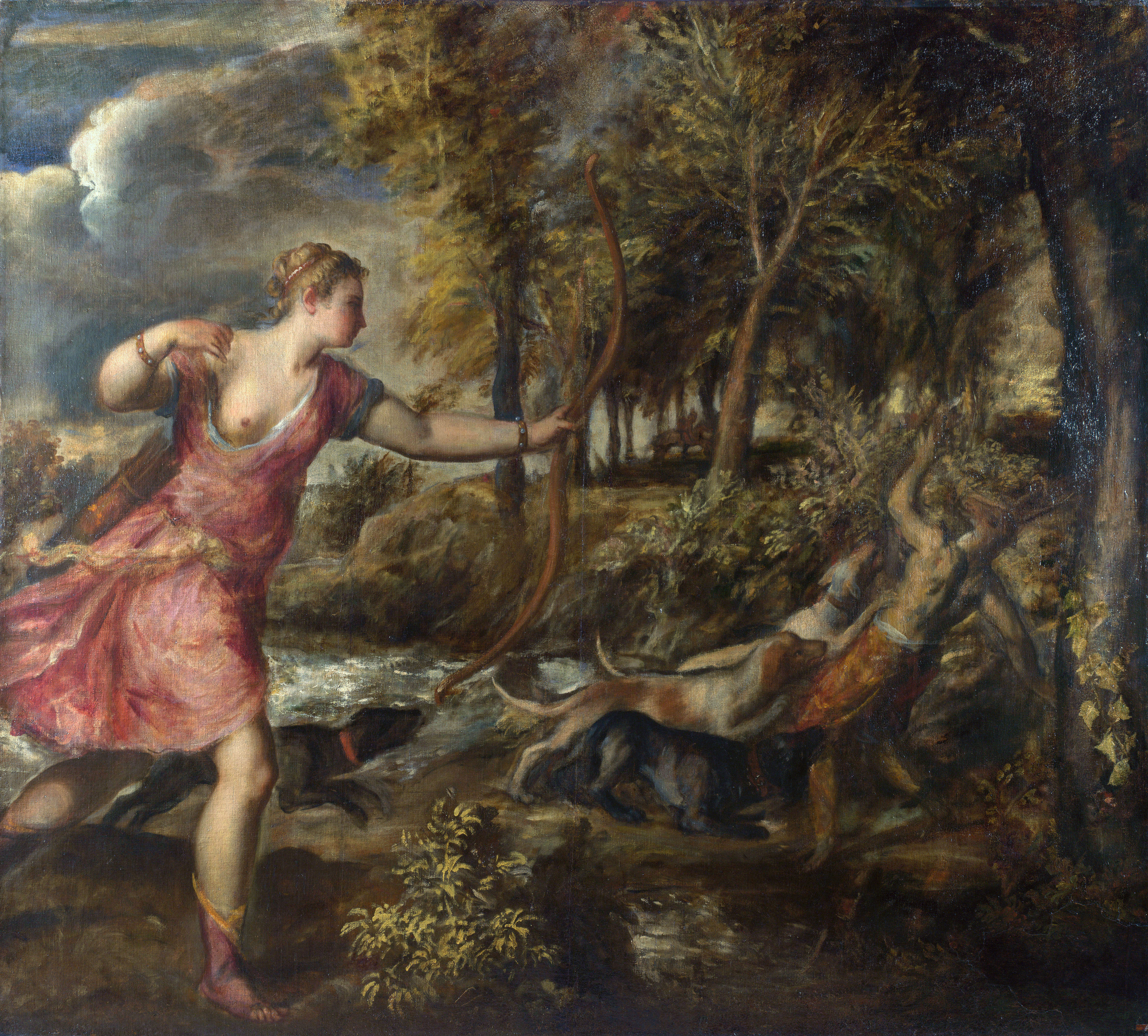
Muerte de Acteón, de Tiziano, 1559.
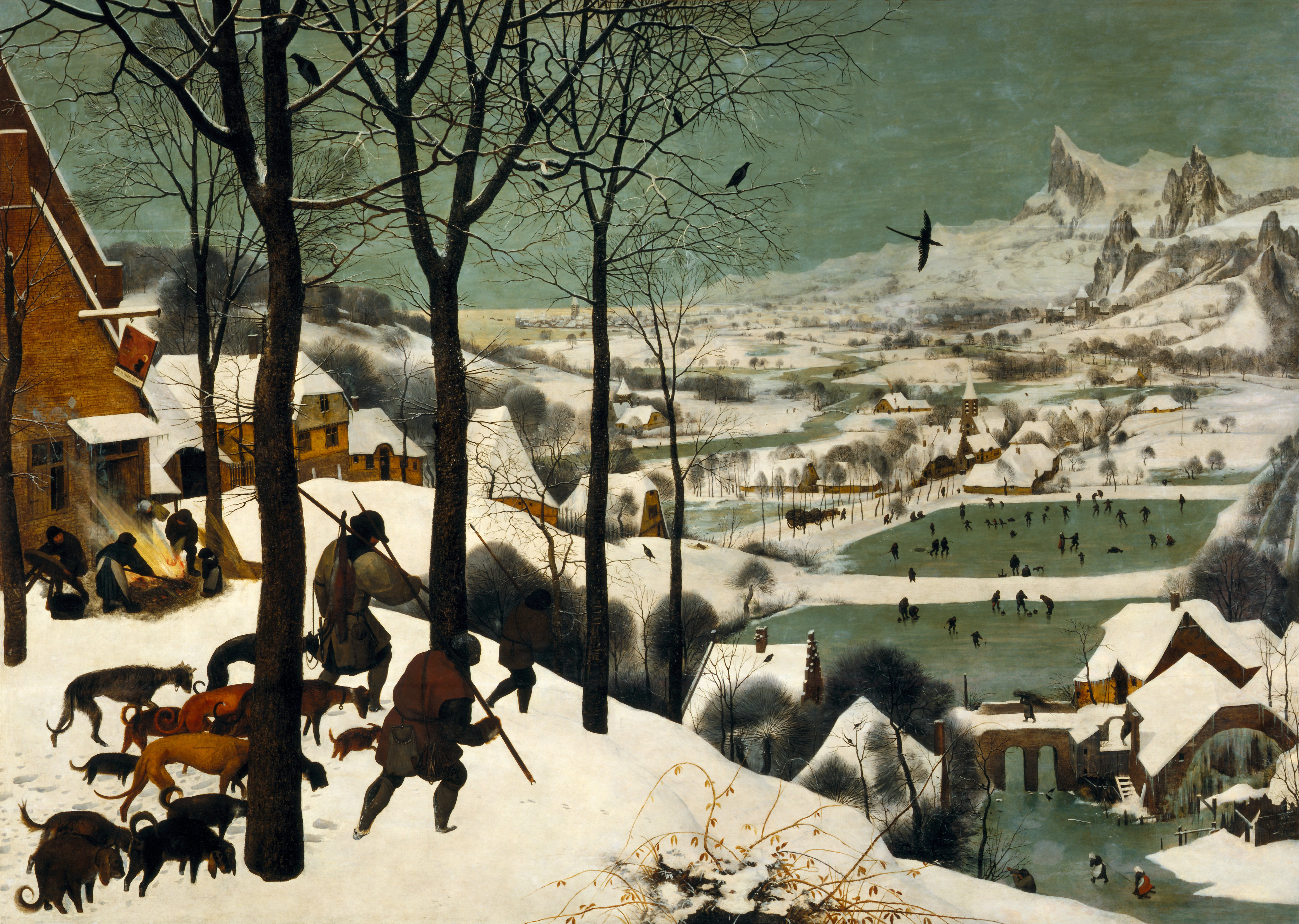
Los cazadores en la nieve, de Brueghel el Viejo, 1565.

En el arte de la Edad Contemporánea hay también ejemplos de notables artistas (Goya, Delacroix, Courbet), aunque el camino seguido por la vanguardia estética relegó la pintura de caza a un subgénero kitsch (particularmente, en la Inglaterra del siglo XIX se denomina sporting art).

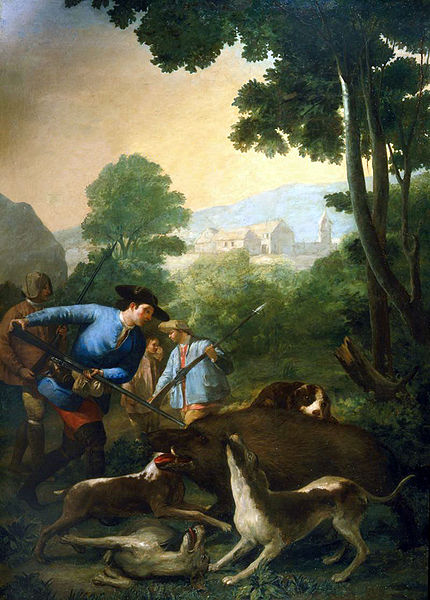
La caza del jabalí, de Francisco de Goya, 1775.
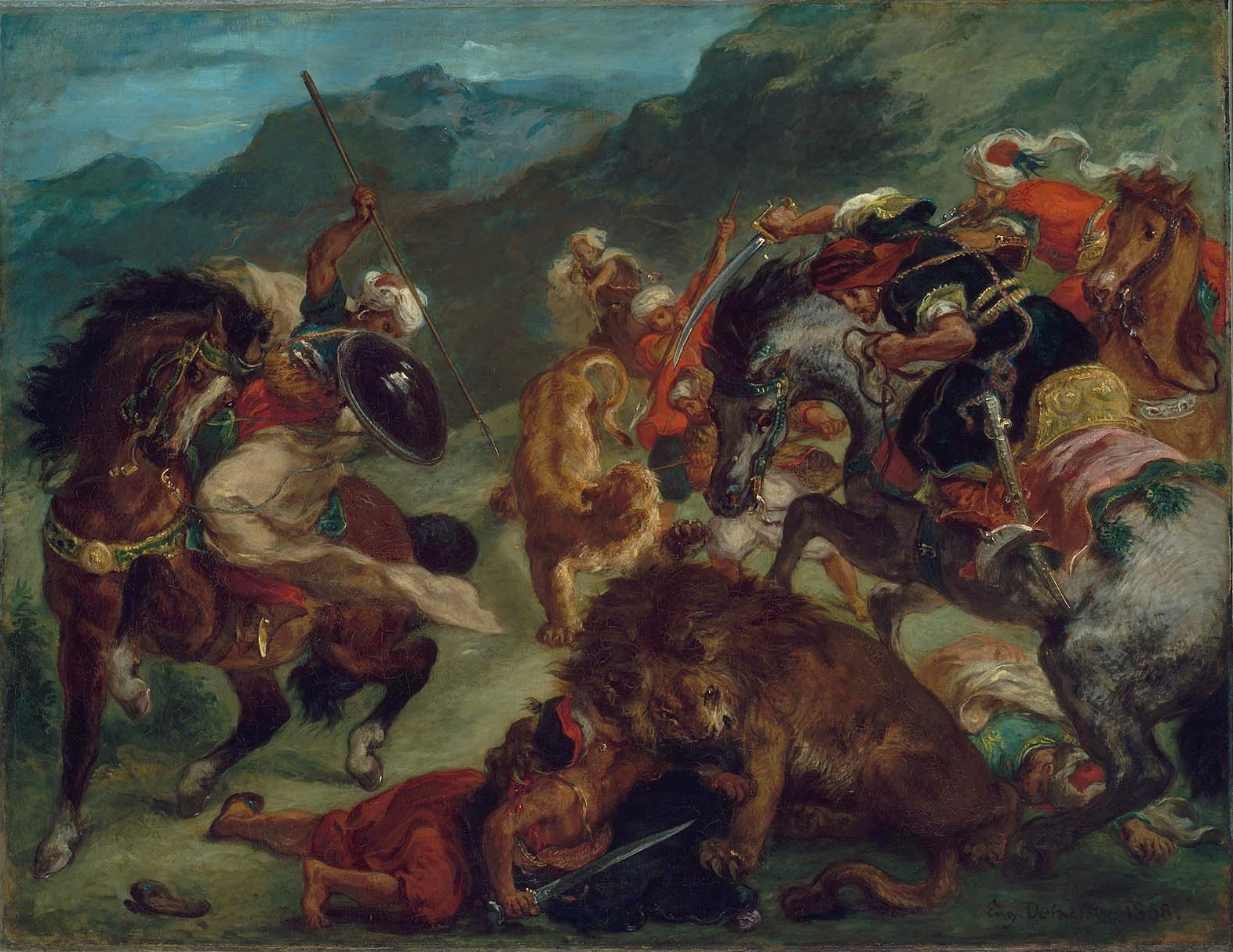
La caza del león, de Delacroix, 1858.
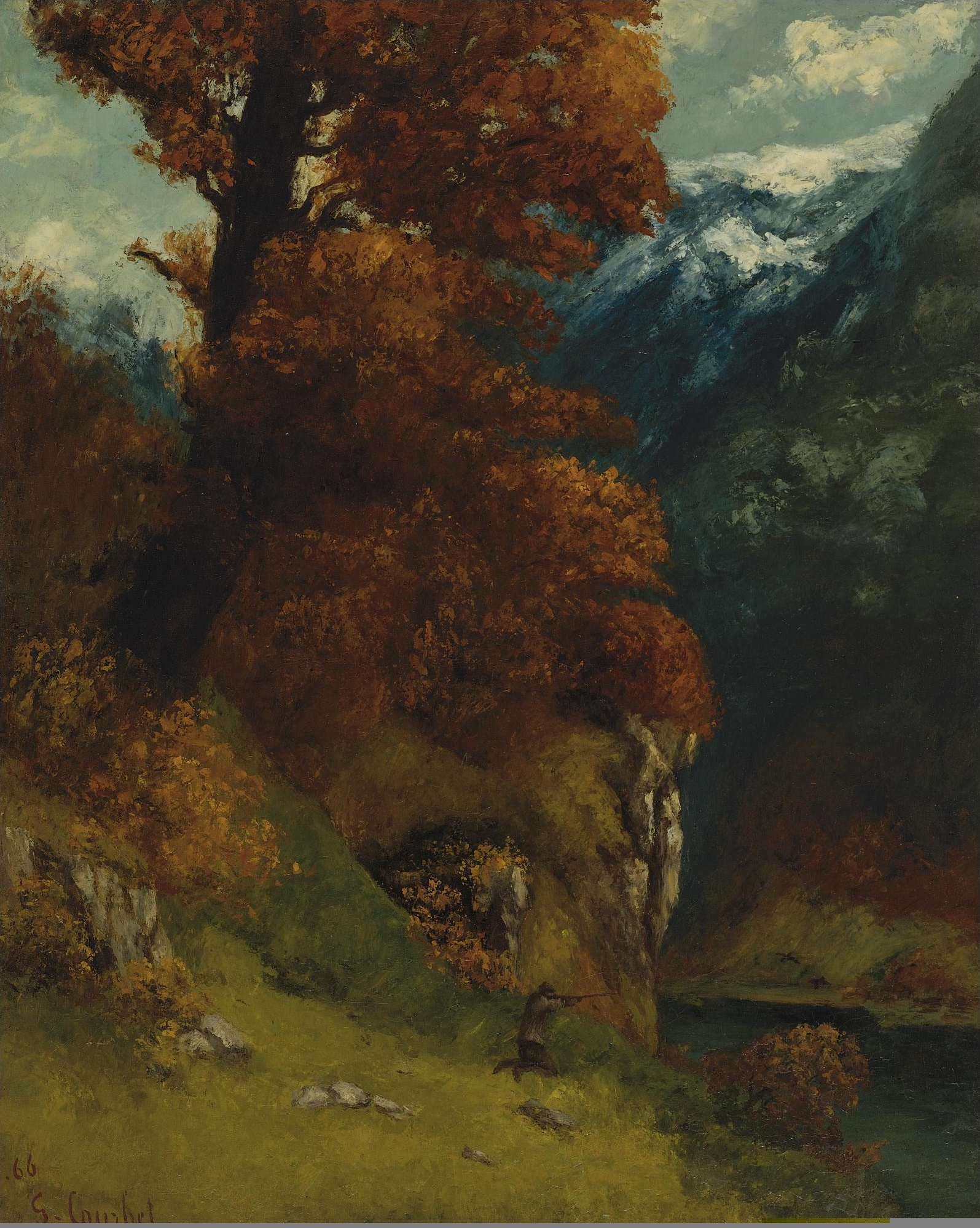
Le Chasseur, de Gustave Courbet, 1866.